# Contea di Stanislaus
La contea di Stanislaus, in inglese Stanislaus County, negli Stati Uniti d'America, è una contea della California. Si trova nella California Central Valley, tra Stockton e Fresno. Il capoluogo è Modesto.
Con l'aumento subito dai prezzi delle abitazioni nella San Francisco Bay Area, molte persone si sono trasferite nella contea. Nel 2014 la popolazione ammontava a 531 997 abitanti.

## Geografia
La contea si trova nel centro dello Stato, a est della San Francisco Bay Area. Occupa la valle di San Joaquin. I fiumi principali sono il Toulomne, che scorre nel centro-est, e il San Joaquin, che scorre nel centro-ovest da sud a nord. Nel sud-ovest si estende la catena montuosa del Diablo Range. Diverse aree in vicinanza del fiume San Joaquin fungono da città dormitorio per coloro che lavorano nella San Francisco Bay Area.

### Contee confinanti
- Contea di Calaveras - nord-est
- Contea di Tuolumne - nord-est
- Contea di Mariposa - est
- Contea di Merced - sud
- Contea di Santa Clara - sud-ovest
- Contea di Alameda - ovest
- Contea di San Joaquin - nord-ovest

## Storia
La contea fu creata nel 1854 dalla parte occidentale della contea di Tuolumne. Il nome deriva dal nome Estanislao, il nome di battesimo di un capo nativo che guidò una serie di battaglie contro le truppe messicane.

## Comuni[5]

### Cities
- Ceres
- Hughson
- Modesto (capoluogo)
- Newman
- Oakdale
- Patterson
- Riverbank
- Turlock
- Waterford

### Census-designated places
| - Airport - Bret Harte - Bystrom - Cowan - Crows Landing - Del Rio - Denair - Diablo Grande | - East Oakdale - Empire - Grayson - Hickman - Keyes - Knights Ferry - La Grange - Monterey Park Tract | - Orange Blossom - Parklawn - Riverdale Park - Rouse - Salida - Valley Home - West Modesto - Westley |